# Dunderlandsbanan
Dunderlandsbanan var en 23,7 kilometer lång norsk järnväg mellan hamnen Gullsmedvik i Mo i Rana och orten Storforshei i Rana kommun i Nordland fylke. Sedan 1942 är Dunderlandsbanan en del av Nordlandsbanen. 
På 1880-talet fann Nils Persson och hans medarbetare, ingenjören Alfred Hasselbom, stora fyndigheter av järnmalm i Dunderlandsdalen. Brytningsrätterna såldes till Edison Ore-Milling Company, som grundade dotterbolaget Dunderland Iron Ore Company 1902 för att anlägga och driva gruvorna, förädlingsanläggningarna och en järnväg.
Dunderlandsbanan anlades 1902–1904, och ägdes av Dunderland Iron Ore Company, som använde den från 1906 för att frakta järnmalmskoncentrat från bolagets gruva i Storfoshei till utskeppningshamnen i Gullsmedvik.
Det visade sig att gruvbolagets använda separeringsteknologi inte fungerade tillfredsställande. Bolaget lade därför ned sin verksamhet 1908, inklusive Dunderlandsbanen. Bolaget fick ny, delvis tysk finansiering 1913, men första världskriget kom emellan och produktion i gruvan kom igång först 1922. Den pågick till 1931 och kom åter igång 1937. Företaget köptes 1938 av brittiska intressenter, men avsättningsmöjligheterna var på grund av malmens fosforinnehåll begränsade till tyska stålverk. Produktionen lades åter ned vid andra världskrigets utbrott 1939.
Med den tyska ockupationen av Norge i april 1940 övertog de tyska ockupationsmyndigheterna det påbörjade anläggandet av Nordlandsbanen, vilket då nått Mosjøen. Verksamheten överläts av den tyska armén genom Organisation Todt. Underentreprenörer var tyska och österrikiska anläggningsföretag, vilka huvuddels använde sig av krigsfångar. Nordlandsbanen öppnades för trafik mellan Mosjøen och Mo i Rana den 28 februari 1942. Ursprungligen hade den tyska armén beslutat att Storforshei skulle vara slutstation för Nordlandsbanen, men beslöt i januari 1942 att linjen skulle fortsätta norrut. NSB startade trafik på Dunderlandsbanan den 15 maj 1942. 
Dunderlandsbanan köptes av staten 1947, varefter Norges Statsbaner gjorde en omfattande uppgradering av banan. 